# Kimberley Woods
Pour les articles homonymes, voir Woods.
Kimberley Woods, née le 8 septembre 1995, est une céiste et kayakiste britannique pratiquant le slalom
. En 2017, elle remporte la médaille d'or lors des championnats du monde en C1 par équipe avec Mallory Franklin et Eilidh Gibson.

## Palmarès

### Jeux olympiques
- Jeux olympiques d'été de 2024 à Paris :
  -  Médaille de bronze en K1.

### Championnats du monde
- 2015 à Londres
  -  Médaille d'argent en K1
- 2017 à Pau
  -  Médaille d'or en équipe 3xC1
- 2018 à Rio de Janeiro
  -  Médaille d'or en équipe 3xC1
  -  Médaille de bronze en équipe 3xK1
- 2019 à La Seu d'Urgell
  -  Médaille d'or en K1 par équipe
- 2022 à Augsbourg
  -  Médaille d'argent en K1 extrême
  -  Médaille de bronze en C1 par équipe

### Championnats d'Europe
- 2015 à Markkleeberg
  -  Médaille d'or en C1
  -  Médaille de bronze en équipe 3xC1
- 2016 à Liptovský Mikuláš
  -  Médaille d'or en équipe 3xC1
  -  Médaille d'or en équipe 3xK1
- 2017 à Tacen
  -  Médaille d'or en C1
  -  Médaille d'or en équipe 3xC1
- 2018 à Prague
  -  Médaille d'or en équipe 3xC1
- 2019 à Pau
  -  Médaille d'or en équipe 3xC1
  -  Médaille de bronze en C1
- 2021 à Ivrée
  -  Médaille d'or en équipe 3xK1
  -  Médaille d'argent en équipe 3xC1
- 2022 à Liptovský Mikuláš
  -  Médaille d'argent en équipe 3xK1
- 2023 à Cracovie (aux Jeux européens de 2023)
  -  Médaille d'argent en équipe 3xC1
- 2025 à Vaires-sur-Marne
  -  Médaille de bronze en K1 par équipes
  -  Médaille de bronze en K1 cross individuel (contre-la-montre)